# وینگیپور
وینگیپور (انگلیسی: Vyngypur) یک رودخانه در ناحیه خودگردان یامالو-ننتس کشور روسیه است.